# Classe River (patrouilleur)
Pour les autres classes de navires du même nom, voir Classe River.
La classe River est une classe de navires de patrouille hauturier construits principalement pour la Royal Navy. Une série de neuf unités est prévue pour la Royal Navy, dont quatre pour un Lot 1 qui replaceront les sept unités de la classe Island et les deux unités de la classe Castle. Le HTMS Krabi est une variante dérivée de la classe River construite en Thaïlande pour la Marine royale thaïlandaise. Les trois unités de la classe Amazonas, catégorie corvette en service dans la Marine brésilienne, sont également une variante dérivée de la classe River.

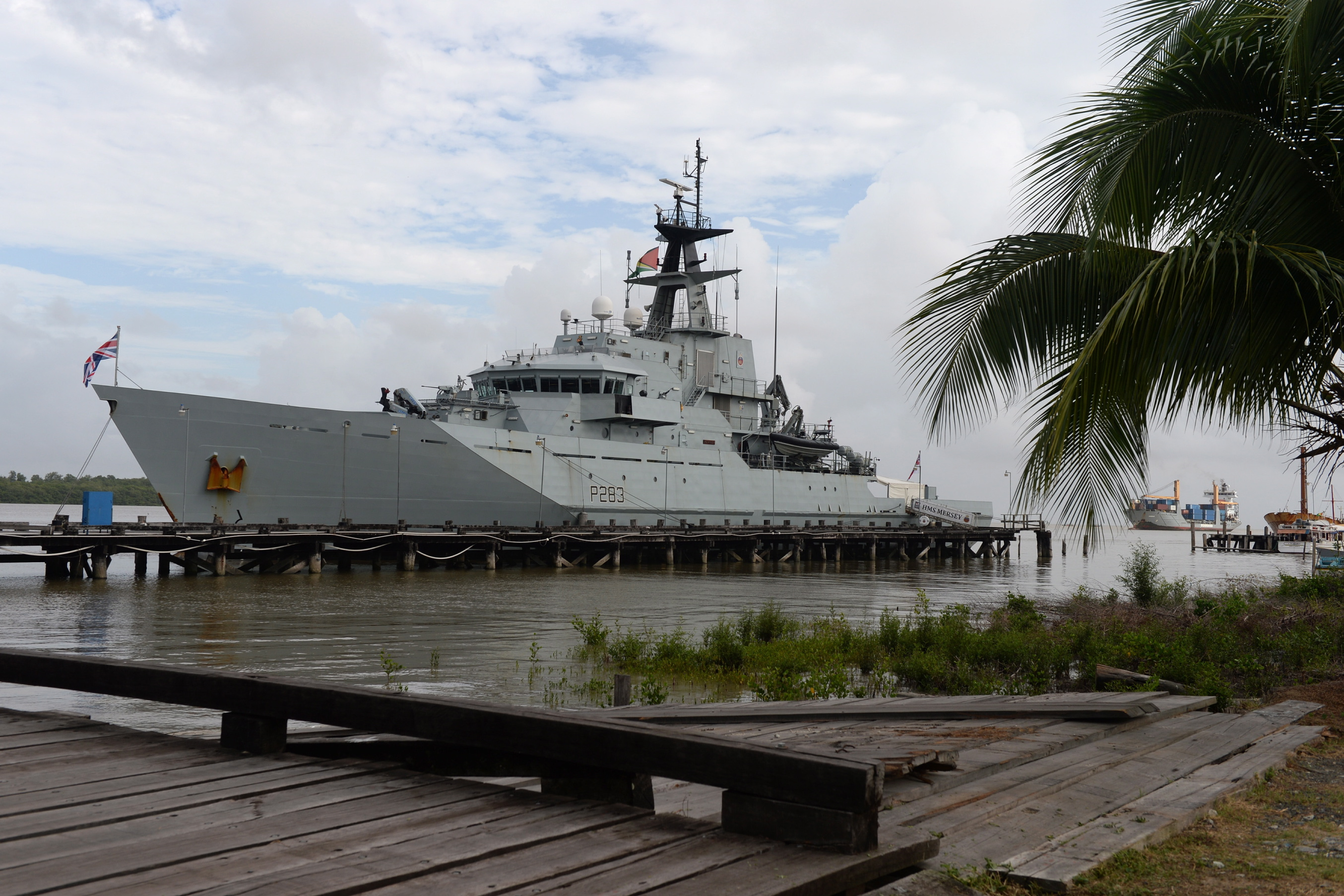
Le en escale au Guyana pendant son déploiement en 2016 dans les Caraïbes

## Royal Navy

### Lot 1

#### Tyne,SevernetMersey
Début 2001, le ministère de la Défense britannique commande trois unités aux chantiers Vosper Thornycroft (VT) pour les trois premières unités destinées à remplacer les sept unités de la classe Island et les deux unités de la classe Castle avec pour cahier des charges une hausse du taux de disponibilité à 300 jours par an, permettant aux trois nouveaux navires d'assurer les fonctions de cinq navires qu'ils ont remplacés. Pour 60 millions de livres sterling, la Royal Navy loue initialement au constructeur VT les navires pour une durée de cinq ans. VT serait responsable de toutes les opérations de maintenance et de soutien au cours de la période d'affrètement. Ce contrat a été renouvelé en janvier 2007 pour une période de cinq ans à 52 millions de livres sterling. Cependant, en septembre 2012, au lieu de renouveler le contrat à nouveau, il a été annoncé par le Secrétaire d'État à la Défense Philip Hammond que le Ministère de la Défense avait acheté les navires pour 39 millions de dollars.
Les classes River sont beaucoup plus grands que les classes Island et ont un grand pont arrière qui leur permet d'être équipés de nombreux équipements spécifiques, allant de la lutte contre les incendies, les secours et la lutte antipollution. Pour cela ils sont équipés d'une grue d'une capacité de 25 tonnes. En outre, le pont est assez solide pour autoriser le transport de certains véhicules légers chenillés ou à roues, ou un engin de débarquement (Landing Craft Vehicle & Personnel).[réf. nécessaire]. Ces patrouilleurs sont principalement utilisés pour la protection de la pêche et la surveillance de la ZEE britannique.
En 2009, les coûts annuels de fonctionnement de la classe River ont été estimés à 20 millions de livres sterling.
Les trois navires font partie, en date de 2025, des Coastal Forces of the Royal Navy (en) reformés le 21 mai 2020.

#### Clyde
En février 2005, le Ministère de la Défense a commandé à VT une quatrième unité modifiée, le HMS Clyde, qui a été construite par Portsmouth Dockyard. Le Clyde est destiné à remplacer les deux patrouilleurs de la classe Castle qui opèrent dans l'Atlantique Sud et les îles Malouines. Pour ce rôle, le Clyde intègre plusieurs modifications, dont un allongement de la coque à la longueur de 81,5 m, une vitesse de pointe de 21 kt (38,892 km/h), un canon de 30 mm, deux mitrailleuses et des supports pour cinq mitrailleuses supplémentaires. La coque allongée du Clyde offre un pont renforcé de 20 mètres permettant l'appontage d'un hélicoptère Merlin. Le navire dispose d'un déplacement en charge maxi entre 1 850 et 2 000 tonnes,.
Le Clyde dont l'équipage est de 36 marins, est capable d'embarquer temporairement jusqu'à 110 hommes de troupe avec leur matériel pour les débarquer sur les îles Falkland.

#### Futur
Le 24 avril 2017, dans une réponse écrite à une question posée par le parlementaire Nicholas Soames, Harriett Baldwin, le sous-secrétaire à la Défense, a déclaré que le Severn serait mis hors service en 2017, avec le Mersey et le Clyde qui suivront en 2019.
Le Severn a été retiré du service au cours d'une cérémonie à Portsmouth le 27 octobre 2017.
En mars 2018, le successeur d'Harriet Baldwin, le sous-secrétaire à la Défense, Guto Bebb, a révélé que 12,7 millions de livres sterling ont été alloués par le fond de préparation à la sortie de l'UE pour maintenir les unités du lot 1 sans pont hélicoptère encore en service, le Tyne, le Mersey et le Clyde, afin de pouvoir contrôler et faire appliquer la ZEE et de la pêche du Royaume-Uni après son retrait de l'Union européenne.
Mais le Clyde, le plus récent, a été officiellement transféré début août 2020 à la Marine royale de Bahreïn lors d’une cérémonie à la base navale de Portsmouth.

### Lot 2

#### Forth,Medway,Trent
Le 6 novembre 2013, il a été annoncé que la Royal Navy avait signé un accord de principe pour la construction de trois nouvelles unités, basées sur la Classe River, pour un montant fixe de 348 millions de livres sterling, y compris les pièces de rechange et de soutien. Le contrat a été signé en août 2014. Le ministère de la Défense a déclaré que ces trois nouvelles unités pourraient être utilisées pour les opérations de lutte contre le terrorisme, la piraterie ou la contrebande et qu'elles sont conçues pour pouvoir être déployées au niveau mondial et remplir des tâches actuellement effectuées par des frégates et des destroyers,. La première tôle a été découpée le 10 octobre 2014 ; le Forth doit être livré à la fin de 2018. Les navires sont construits au chantier naval de BAE Systems de Govan, puis transférés au chantier BAE Systems Scotstoun pour l'aménagement.
Les unités du Lot de 2 sont fondamentalement différentes de celle du Lot 1. La longueur de la coque est de 90,5 mètres, la vitesse atteint 24 nœuds, et le pont permet l'appontage d'hélicoptères Merlin. Le déplacement est de près de 2 000 tonnes et augmente considérablement la capacité d'accueil de troupes. La classe est également équipée d'un radar Kelvin Hughes SharpEye pour la navigation, d'un radar Terma Scanter 4100 2D pour la surveillance aérienne et de surface, et d'un système de Gestion de Gestion BAE CMS-1.
Ces bâtiments sont aussi les premiers navires de la Marine Royale équipés avec le Systems Shared Infrastructure operating system. BAE décrit le système comme étant « un système à la pointe de la technologie qui révolutionne la manière dont les navires opèrent en utilisant des technologies virtuelles d'accueillir et d'intégrer les capteurs, les armes et les systèmes de gestion que les navires de guerre complexes requièrent. Le remplacement de plusieurs consoles dédiés à des tâches spécifiques par une seule console multifonction réduit le nombre de pièces de rechange qui doivent être transportées à bord et les coûts ».
La classe a été critiquée au Parlement britannique pour l'absence d'un hangar pour ranger un hélicoptère léger qui limiterait l'utilité du pont hélicoptère en empêchant l'embarquement d'un hélicoptère pour autre chose que de très courtes périodes et l'absence d'artillerie de calibre moyen (tel qu'un canon de 76 mm). En raison de leur manque de fonctionnalités (qui auraient pu être intégrées pour le prix d'acquisition), ces navires ne seront pas capables d'effectuer les patrouilles océaniques prévues. Le lancement de ce Lot 2 n'aurait eu pour but que de soutenir les chantiers navals de BAE en attendant la commande des frégates de Type 26.
Le Lot 2 inclut certaines des modifications et des améliorations des unités du Lot Amazonas – catégorie corvette construites par BAE Systems pour la Marine Brésilienne. Les navires de la Royal Navy sont construits avec des exigences de normes plus rigoureuses, l'amélioration de l'intégrité de la coque et de la sécurité incendie des modifications, ainsi qu'une plus grande redondance.
Le premier modèle, le HMS Forth, a été baptisé lors d'une cérémonie au chantier naval de BAE Systems Scotstoun à Glasgow le 9 mars 2017.
Le Forth est prévu pour remplacer le Clyde comme gardien des Îles Malouines.

#### TamaretSpey
La strategic Defence and Security Review 2015, a annoncé une nouvelle acquisition de deux lots de 2 navires à une date non indiquée pour atteindre une flotte totale de six patrouilleurs hauturiers disposant d'un pont d'envol après la modification du Clyde du Lot 1.
Les HMS Tamar et Spey doivent rejoindre la flotte en 2021.

## Exportations

### Marine brésilienne
Trois navires de l’Amazonas-catégorie corvette dérivés de la Classe River ont été construits au Royaume-Uni par BAE. Ils étaient à l'origine destinés à être exportés pour être utilisés par L'Armée de Trinidad-et-Tobago. Toutefois, le Gouvernement de la République de Trinité-et-Tobago a annulé la commande en septembre 2010. En décembre 2011, la Marine brésilienne s'est déclarée intéressée par la reprise des trois unités. La vente, au prix de 133 millions de livres sterling (150 millions prévus par le contrat initial avec Trinidad-rt Tobago), a ensuite été confirmé le 2 janvier 2012.

### Marine royale thaïlandaise
Le HTMS Krabi est une unité modifiée de la Classe River construite en Thaïlande pour la Marine royale thaïlandaise par transfert de technologie avec le soutien de par BAE Systems. En janvier 2016, il a été annoncé qu'un contrat avait été signé pour fournir à la Marine royale thaïlandaise un second navire de 90 m de long sous licence par Bangkok Dock Company.

## Patrouilleurs hauturiers de BAE Systems

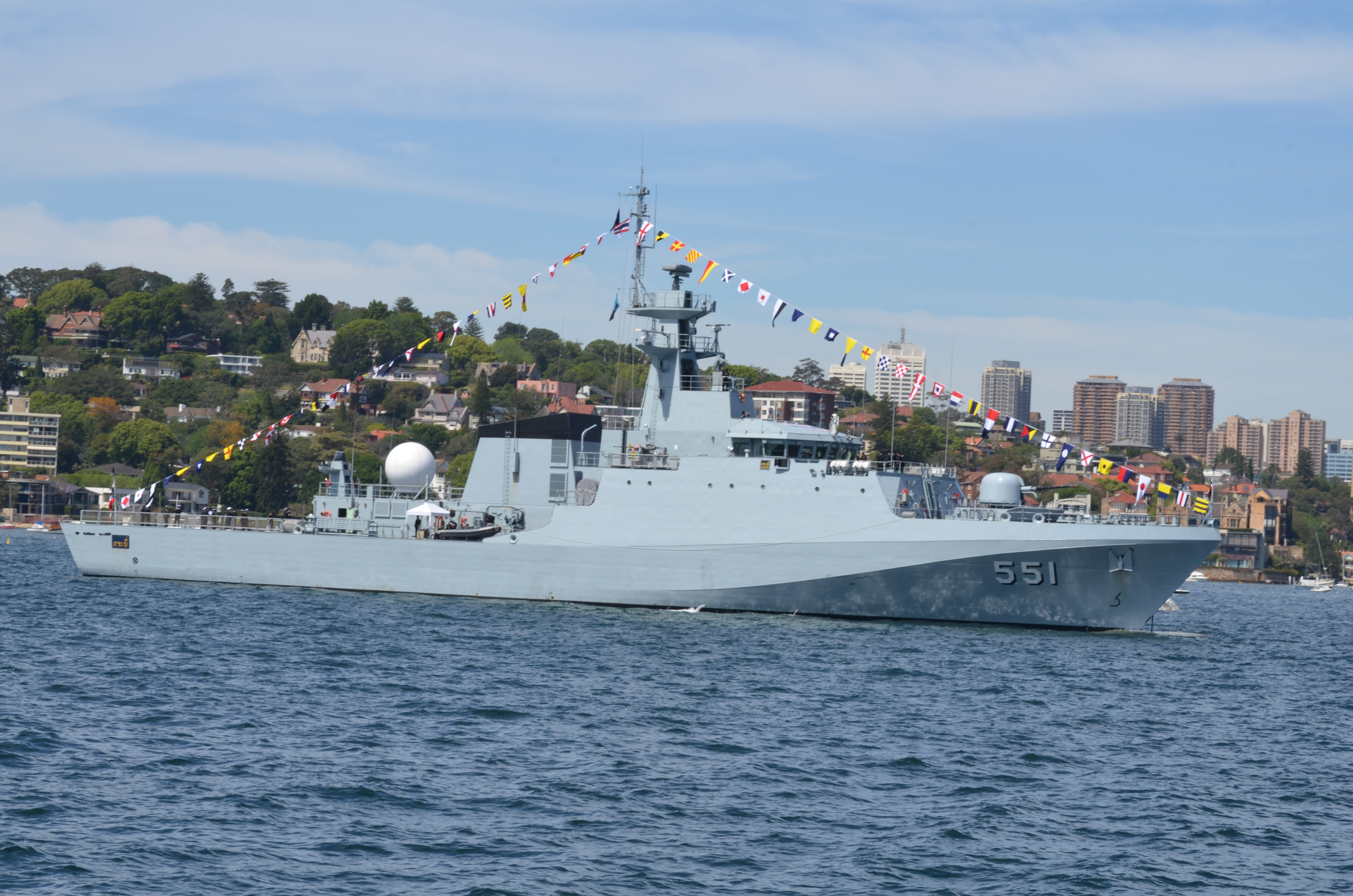
Le HTMS de Krabi est une variante de 90,5 mètres en service dans la Marine royale thaïlandaise
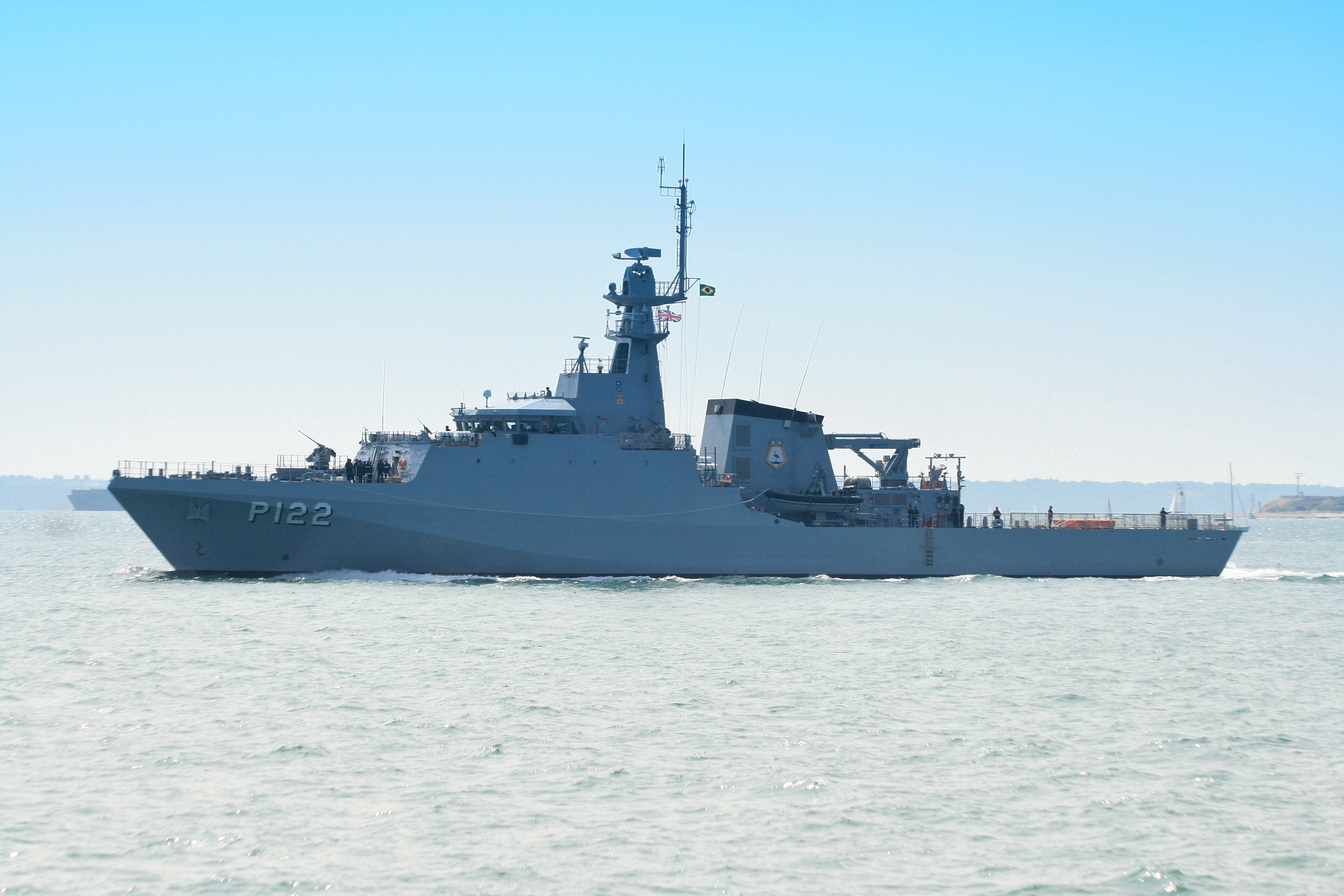
L’Amazonas est une variante de 90 mètres en service dans la Marine brésilienne

| Nom                                              | no de coque                                      | Chantier naval                                   | Lancement                                        | Mise en service                                  | Statut                                                | Retrait du service                               |
| Patrouilleur hauturier Classe River (Royal Navy) | Patrouilleur hauturier Classe River (Royal Navy) | Patrouilleur hauturier Classe River (Royal Navy) | Patrouilleur hauturier Classe River (Royal Navy) | Patrouilleur hauturier Classe River (Royal Navy) | Patrouilleur hauturier Classe River (Royal Navy)      | Patrouilleur hauturier Classe River (Royal Navy) |
| Lot 1                                            | Lot 1                                            | Lot 1                                            | Lot 1                                            | Lot 1                                            | Lot 1                                                 | Lot 1                                            |
| ------------------------------------------------ | ------------------------------------------------ | ------------------------------------------------ | ------------------------------------------------ | ------------------------------------------------ | ----------------------------------------------------- | ------------------------------------------------ |
| Tyne                                             | P281                                             | VT Shipbuilding, Southampton                     | 27 avril 2002                                    | 4 juillet 2003                                   | En service                                            |                                                  |
| Severn                                           | P282                                             | VT Shipbuilding, Southampton                     | 4 décembre 2002                                  | 31 juillet 2003                                  | En service                                            |                                                  |
| Mersey                                           | P283                                             | VT Shipbuilding, Southampton                     | 14 juin 2003                                     | 28 novembre 2003                                 | En service                                            |                                                  |
| Lot 1 modifié                                    |                                                  |                                                  |                                                  |                                                  |                                                       |                                                  |
| Clyde                                            | P257                                             | VT Shipbuilding, Portsmouth                      | 14 juin 2006                                     | 30 janvier 2007                                  | Transféré à la Marine royale de Bahreïn en aout 2020. |                                                  |
| Lot 2                                            |                                                  |                                                  |                                                  |                                                  |                                                       |                                                  |
| Forth                                            | P222                                             | BAE Systems, Glasgow                             | 20 août 2016                                     | 13 avril 2018                                    | En service                                            |                                                  |
| Medway                                           | P223                                             | BAE Systems, Glasgow                             | 23 août 2017                                     | 19 septembre 2019                                | En service                                            |                                                  |
| Trent                                            | P224                                             | BAE Systems, Glasgow                             | 20 mars 2018                                     | 3 août 2020.                                     | En service                                            |                                                  |
| Tamar                                            | P233                                             | BAE Systems, Glasgow                             | 10 octobre 2018                                  | 17 décembre 2020                                 | En service                                            |                                                  |
| Spey                                             | P234                                             | BAE Systems, Glasgow                             | 19 juin 2019                                     | 18 juin 2021                                     | En service                                            |                                                  |
| Corvette Classe Amazonas (Marine Brésilienne)    |                                                  |                                                  |                                                  |                                                  |                                                       |                                                  |
| Amazonas                                         | P-120                                            | BAE Systems, Portsmouth                          | 18 novembre 2009                                 | 29 juin 2012                                     | En service                                            |                                                  |
| Apa                                              | P-121                                            | BAE Systems, Scotstoun                           | 15 juillet 2010                                  | 30 novembre 2012                                 | En service                                            |                                                  |
| Araguari                                         | P-122                                            | BAE Systems, Scotstoun                           | 16 juillet 2010                                  | 21 juin 2013                                     | En service                                            |                                                  |
| Krabi patrol vessel (Royal Thai Navy)            |                                                  |                                                  |                                                  |                                                  |                                                       |                                                  |
| Krabi                                            | 551                                              | Bangkok Dock Company                             | 3 décembre 2011                                  | 26 août 2013                                     | En service                                            |                                                  |
| Trang                                            | 552                                              | Bangkok Dock Company                             | 23 juin 2017                                     |                                                  | En construction                                       |                                                  |